# Place Jeanne-d'Arc (Colmar)
Pour les articles homonymes, voir Place Jeanne-d'Arc.
La place Jeanne-d'Arc est une voie de la commune française de Colmar.

## Situation et accès
Cette place publique est située dans le quartier centre.
On y accède par la Grand-Rue, les rues des Clefs, Vauban, de la Grenouillère et du Chasseur.
Cette place n'est pas desservie par les bus de la TRACE.

## Origine du nom
La place doit son nom à Jeanne d'Arc (vers 1412 - 1431).

## Historique
Initialement nommée place de l'Hôpital, elle devient place des Clefs en 1888 et prend son nom actuel le 21 février 1919.
C'est sur cette place que se tenait au XVIIIe siècle le marché aux bestiaux. On y procédait à des exécutions capitales. Ainsi Hirtzel Lévy, injustement accusé de vol, y fut rompu vif le 31 décembre 1754.

## Bâtiments remarquables et lieux de mémoire
Sur cette place se trouvent des édifices remarquables[Lesquels ?].

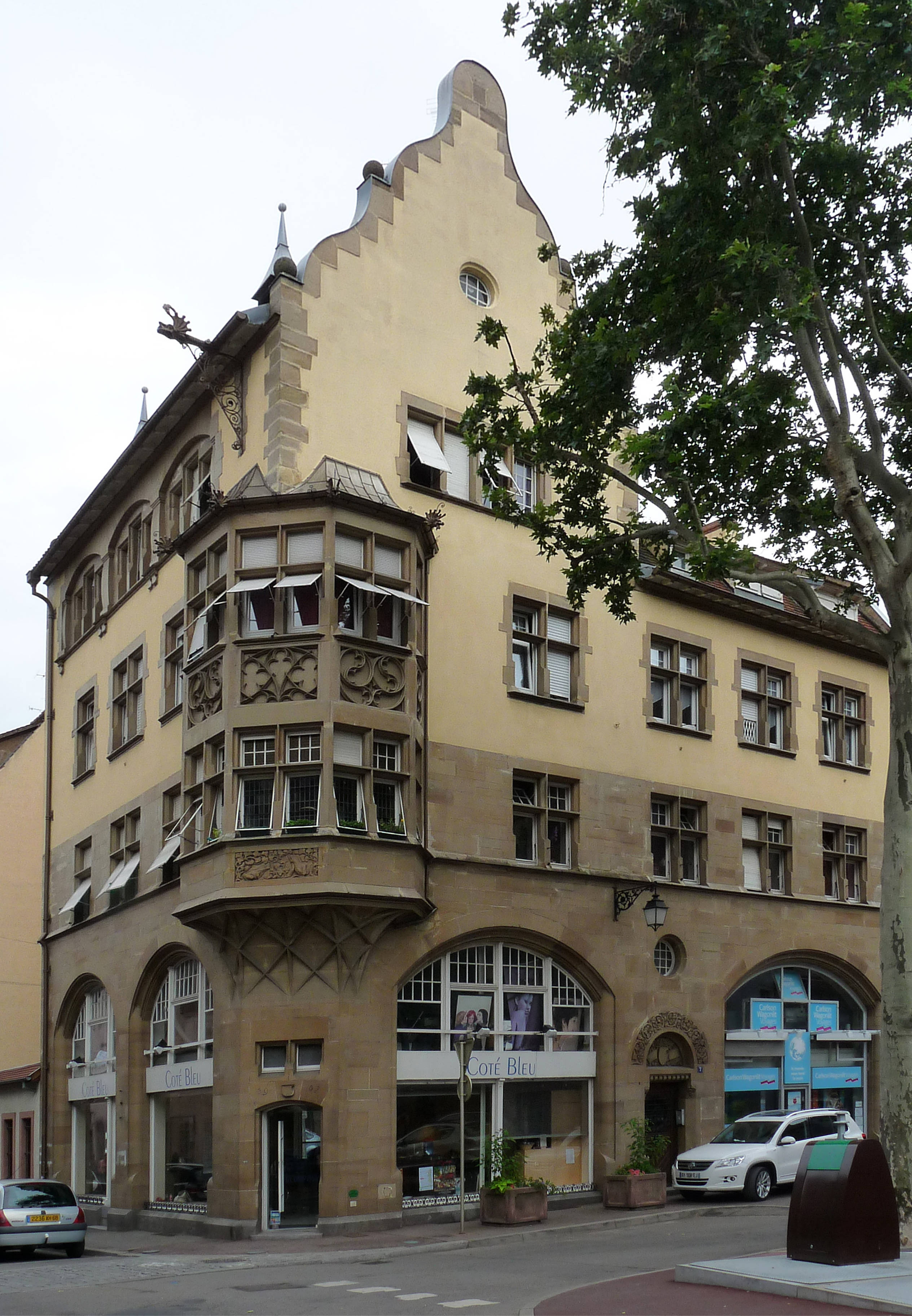
Maison Bergheaud au no 7
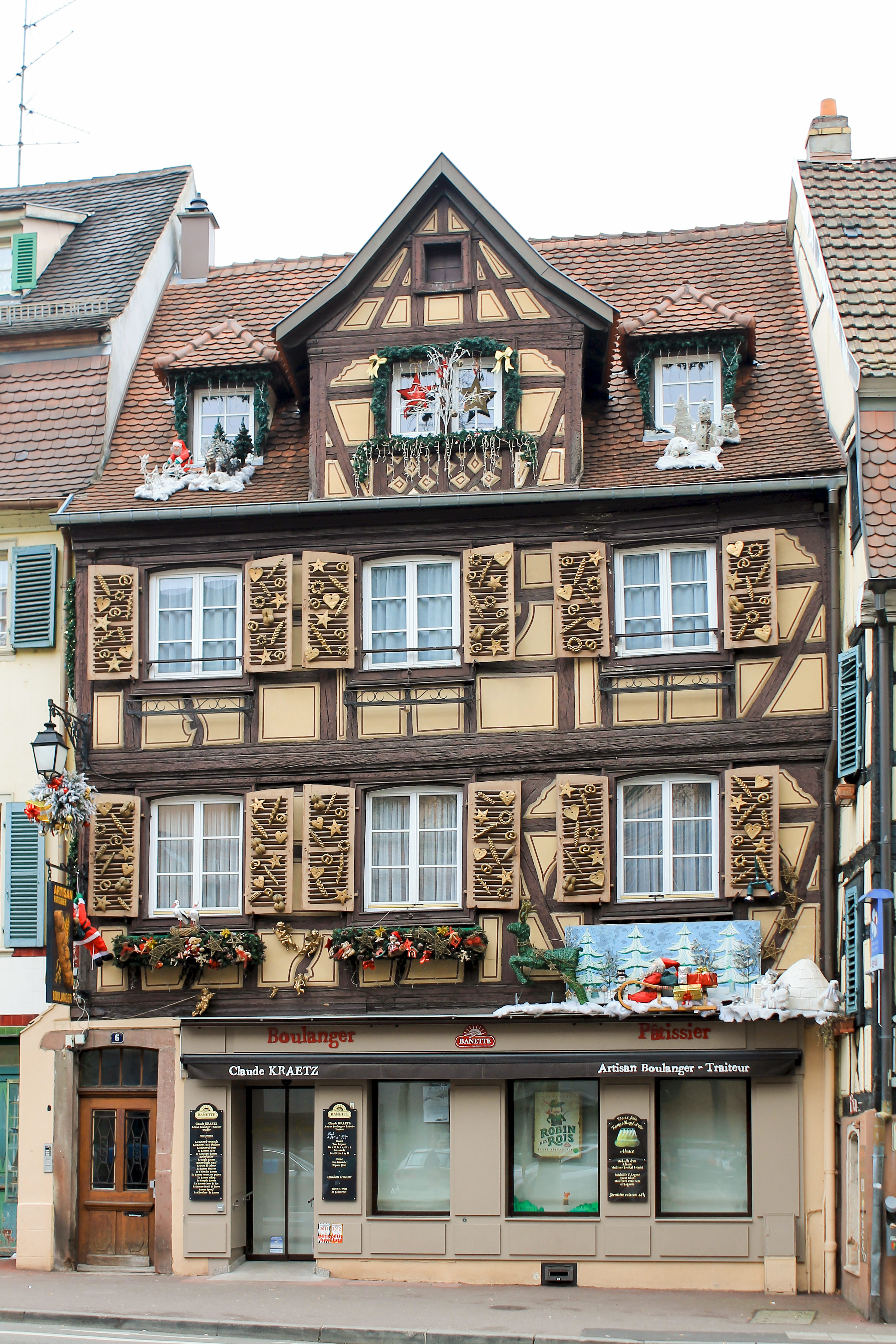
Une boulangerie au no 6.
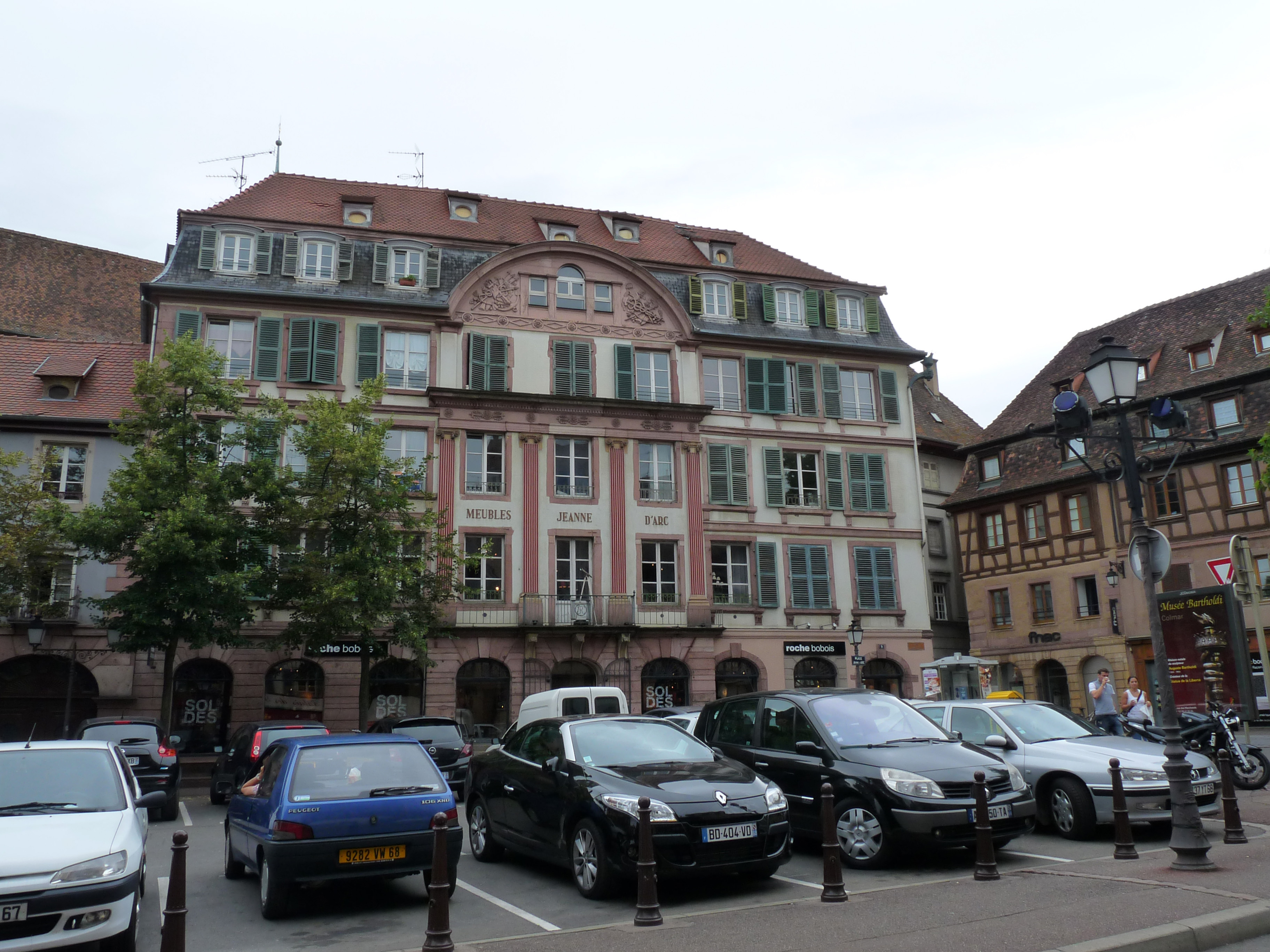
Maison Koenig au no 9 datant du XIXe siècle.